# Lorena Rojas
Lorena Rojas, teljes nevén Seydi Lorena Rojas González (Mexikóváros, 1971. február 10. – Miami, 2015. február 16.) mexikói színésznő és énekesnő.

## Élete és munkássága
Lorenának nagy családja van, sok rokonnal. Édesapja Walter Rojas gyógyszerész volt, 58 évesen váratlanul hunyt el. Édesanyja Hilda González azték származású. A házaspárnak három gyermeke született: Walter, Mayra és Lorena. Costa Ricában éltek, de miután a szülők tizenkét év házasság után elváltak, a gyermekek édesanyjukkal Mexikóba költöztek. Édesapja ismét megházasodott, ebből a házasságból két gyermek született: Diana, aki az Egyesült Államokban él, valamint Carlos, aki Puntarenasban.
Tizenhat évesen kezdte művészi pályáját. A motivációt a színészet iránt nővére, Mayra Rojas adta, aki szintén színésznő. Közösen szerepeltek több sorozatban is, például a Vivir así címűben.
Állatorvosnak készült, emellett filozófiát és pszichológiát is tanult. Színésznői karrierje sok nehézséggel indult, de végül sikert aratott. Segio Jiménez és Rita Macedo művészetházában készült fel az előadásokra. Első sorozata 1990-ben a Televisa készítőitől az Alcanzar una estrella volt, melyben Sara szerepét játszotta. A sorozat olyan nagy sikert hozott, hogy a második szériát is elkészítették.
Szépségkirálynő-választáson kétszer is megmérettette magát, mindkettőt megnyerte. Visszatérve a sorozatokhoz egyre több és több szerepre választották ki. Első főszerepe 1996-ban a Canción de amorban volt, de jelentős szerepeket kapott 2001-től 2005-ig a Como el en cine, a Ladrón de corazones valamint az El cuerpo del deseo című sorozatokban is. 2001-ben feleségül ment Patrick Schnaas újságíróhoz, az esküvőt tengerparton tartották, házasságuk 2005-ben válással ért véget.
Ugyanebben az évben a Tv Azteca támogatásával kiadta első szólólemezét Como yo no hay ninguna címen. A színésznő nemcsak sorozatokban szerepel, hanem filmekbe, színházba, karneválokra, rendezvényekre is meghívásokat kapott. A 2005-ös sikeres sorozat, az El cuerpo del deseo leforgatása hozta el számára az áttörést. 2006-ban újabb albuma jelent meg, a Deseo (ez is egy sorozat, az ECDD révén), a Telemundo támogatásával. A lemezen egy duett is található Álvaro Torresszel. A La cuento a la noche című dalt Mónica Correával közösen írták meg, aki egyben a menedzsere és a barátnője is.
A lemezbemutatót Miamiban a Macarena étteremben tartották 2006. április 13-án. Ezután Lorenát sorra hívták meg különböző televíziós műsorokba, interjúkra, premierekre, fotózásokra, például a 50 más bellos magazin is készített róla fotókat. A Carolina Carnevalon is fellépett (a fesztivál nemzetközi elismerést kapott) és részt vett Alejandro Fernández – La mitad que mi faltaba című videóklipjében is. Augusztus végén koncertturnéra indult: fellépett Málagán augusztus 26-án, augusztus 27-én Domingóban, és szeptember 2-án Barcelonában.
Lorenát szeptember 29-én megműtötték amiatt a nyaki sérülése miatt, amely még egy gyermekkorában történt eset következménye volt. December 6-án az állatmentő segélynapon ő volt a szervező és a decemberben tartott Puerto Ricó-i Teletonon is jelen volt. Emellett látható volt a Telemundo csatornán egy karácsonyi reklámban is. A rajongók különböző ajándékokat küldtek neki és arra kérték Lorenát és Mónicát, hadd videózzák le azt, ahogy megnézik ajándékaikat.
2007. január 8-án az Absolut Pears kiadott egy új ízt, melynek bemutatóján Lorena is megjelent és megkóstolta az italt. Február 22-én a Telemundo leadta a Bloque de hielo című egyrészes kisfilmet, melyben három új száma is benne volt.
Lorena nem csak énekel és színészkedik, hanem modellkedett is. Első bemutatója, melyet Mexikóvárosban tartottak, 2002-ben volt, az Iron (Vas) palota részére az Anibal ünneplésen adták át neki és testvérének, Mayrának a kifutót. A második 2007. március 15-én volt Miamiban az Ocean Drive Espanol 5th Annual Fashion Xtravaganza modellbemutatóján, ahol több híres színésznő is modellkedett, mint például Natalia Streignard.
Lorena 2013-ban örökbe fogadott egy kislányt. A baba 2013. október 6-án született Miamiban, és Lucianának hívják. 2015. február 16-án hunyt el rákban. Hét éve küzdött a betegséggel, amit rövid időre legyőzött, de aztán újra megjelentek a rákos sejtek a májában és csontjaiban. Hat nappal a 44. születésnapja után halt meg.

## Filmográfia

### Sorozatok
- Alcanzar una estrella (Sara del Río) (Televisa-1990)
- Alcanzar una estrella II (Sara del Río) (Televisa-1991)
- Baila conmigo (Rosario) (Televisa-1992)
- Buscando el paraíso (Lolita) (Televisa-1993–1994)
- Under the Same Skin (Carolina) (Televisa-1995)
- Canción de amor (Ana) (Televisa-1996)
- El alma no tiene color (Ana Luisa Roldán) (Televisa-1997)
- Tentaciones (Julia) (TvAzteca-1998)
- Azul Tequila (Catalina) (TvAzteca-1998)
- El Candidato (Beatriz Manrique) (TvAzteca-1999–2000)
- Como en el cine - Mint a filmekben (Isabel 'Chabela' Montero) (TvAzteca-2001–2002) (Magyar hangja: Zakariás Éva)
- Ladrón de corazones (Verónica Vega) (TvAzteca-2003)
- Zapata: amor en rebeldía (2004) (Rosa Escandón)
- El cuerpo del deseo - Második élet (Isabel Arroyo) (Telemundo-2005–2006) (Magyar hangja: Pikali Gerda)
- Decisiones (2007) (Lorena)
- Pecados ajenos - Bűnös szerelem (Natalia Ruiz) (Telemundo-2007–2008) (Magyar hangja: Bertalan Ágnes)
- Entre el amor y el deseo (TvAzteca-2010–2011) (Claudia Fontana Martínez)
- Rosario – A múlt fogságában (Priscila Pavón) (Venevision-2013) (Magyar hangja: Törtei Tünde)
- Demente Criminal (Venevision-2015) (Verónica García)[3]

### Filmek
- Más que alcanzar una estrella (1992)
- Morena (1994)
- La Quebradita (1997)
- Corazones Rotos (2000)
- Lo que callamos las mujeres (2001)
- Zapata (2004)
- El triste juego del amor
- Me tengo que casar/Papa soltero (199?)

## Színház
- Aventurera
- Vaselina (199?)
- Una pareja con Ángel (1993)
- Todas hijas de su madre (1999)

## Album
Como yo no hay ninguna (2001)
1. Como yo no hay ninguna
2. Luz de Luna
3. El ritmo de mi corazón
4. Ámame o déjame
5. Noche de amantes
6. Sí
7. Si buscas una amante
8. Creer en ti
9. Directo al corazón
10. Ciao mio amore

Deseo (2006)
1. La loba
2. El cuerpo del deseo
3. Miento
4. Que lluevan Besos
5. Sola
6. El cuerpo del deseo (REMIX)
7. Tú eres (EL CUERPO DEL DESEO)
8. Nada se compara contigo
9. Le cuento a la noche
10. Le cuento a la noche (REMIX)

## Fordítás
- Ez a szócikk részben vagy egészben  a   Lorena Rojas című spanyol Wikipédia-szócikk fordításán alapul.  Az eredeti cikk szerkesztőit annak laptörténete sorolja fel. Ez a jelzés csupán a megfogalmazás eredetét és a szerzői jogokat jelzi, nem szolgál a cikkben szereplő információk forrásmegjelöléseként.